# Platycypha lacustris
Platycypha lacustris är en trollsländeart. Platycypha lacustris ingår i släktet Platycypha och familjen Chlorocyphidae. IUCN kategoriserar arten globalt som livskraftig.

## Underarter
Arten delas in i följande underarter:
- P. l. chingolae
- P. l. lacustris